# Ardeadoris scottjohnsoni
Ardeadoris scottjohnsoni is een vrij zeldzame zeenaaktslak die behoort tot de familie van de Chromodorididae. Deze slak leeft in de Grote Oceaan, voornamelijk in de wateren rond de Hawaï en langs kusten van Californië en Mexico, op een diepte van 5 tot 20 meter.
De slak is wit en heeft een lichtbruine rand. De kieuwen zijn ook wit, maar hebben zwarte toppen. De rinoforen zijn helemaal zwart. Ze wordt, als ze volwassen is, zo'n 1,5 tot 2,5 cm lang.